# Jill Schoelen
Jill Schoelen, född 21 mars 1963 i Burbank, Kalifornien, är en amerikansk före detta skådespelare. En av hennes första roller var som Jane Canfield i avsnittet "Love" i TV-serien Lilla huset på prärien. Schoelen har även medverkat i bland annat D.C. Cab, Lisa i leksakslandet, The Stepfather, Cutting Class, Mord och inga visor, The Phantom of the Opera och She Kept Silent.